# Curt Ludwig Franz von Burgsdorff
Curt Ludwig Franz von Burgsdorff (* 15. Oktober 1849 in Dresden; † 26. Juli 1922 in Leipzig) war ein deutscher Verwaltungsbeamter. 

## Leben
Curt Ludwig Franz von Burgsdorff entstammte dem alten brandenburgischen Adelsgeschlecht von Burgsdorff. Sein Vater Ludwig von Burgsdorff war seit 1855 Kreisdirektor und seit 1874 Kreishauptmann von Leipzig. Burgsdorff besuchte das Nikolai-Gymnasium in Leipzig und studierte anschließend Rechtswissenschaften an der Universität Leipzig. Am 1. Januar 1875 trat er als Hilfsreferendar beim Amtsgericht Schwarzenberg in den sächsischen Staatsdienst ein. Am 1. Mai 1875 wechselte er als Referendar zur Polizeidirektion Dresden. Am 1. Juni 1879 wurde er Bezirksassessor bei der Amtshauptmannschaft Dippoldiswalde. Am 1. Oktober 1880 wechselte er in gleicher Funktion zur Amtshauptmannschaft Oschatz und wurde schließlich zum 1. März 1884 als Regierungsassessor zur Amtshauptmannschaft Chemnitz versetzt. Von 1888 bis 1889 wirkte er als Regierungsrat bei der Kreishauptmannschaft Zwickau.
Von 1889 bis 1893 war Burgsdorff Amtshauptmann der Amtshauptmannschaft Oelsnitz, von 1893 bis 1897 der Amtshauptmannschaft Annaberg und von 1897 bis 1900 der Amtshauptmannschaft Dresden-Neustadt. Von 1900 bis 1906 arbeitete er als Geheimer Rat und vortragender Rat im sächsischen Ministerium des Innern. Zum 1. April 1906 wurde er zum Kreishauptmann der Kreishauptmannschaft Chemnitz ernannt. 
Seit 1. Oktober 1910 war Burgsdorff Kreishauptmann der Kreishauptmannschaft Leipzig. Neben diesem Amt war er auch Regierungsbevollmächtigter an der Universität Leipzig und 1913 Staatsbeauftragter für den Bau des Völkerschlachtdenkmals. 1919 trat Burgsdorff auf eigenen Wunsch in den Ruhestand. 
Er wurde im von Burgsdorffschen Erbbegräbnis in der VIII. Abteilung des Neuen Johannisfriedhofs beerdigt.

## Familie
Curt Ludwig Franz von Burgsdorff war mit Hildegard Therese geb. Weigel (* 2. September 1855) verheiratet. Aus der Ehe gingen mehrere Kinder hervor, darunter Kurt von Burgsdorff (1886–1962), u. a. ebenfalls Kreishauptmann von Leipzig. 

## Ehrungen
Im Jahr 1900 wurde die Burgsdorffstraße in Dresden-Trachau nach ihm benannt.
König Friedrich August III. von Sachsen verlieh ihm anlässlich des Geburtstages am 25. Mai 1916 das Komturkreuz I. Klasse des Sächsischen Verdienstordens.
1917 wurde Burgsdorff mit dem Titel Wirklicher Geheimer Rat geehrt. 
Die Juristische Fakultät der Universität Leipzig verlieh Burgsdorff die Ehrendoktorwürde.